# プルジネ
プルジネ（モンテネグロ語・セルビア語: Plužine/Плужине）はモンテネグロ北西部の町および基礎自治体である。人口は2003年現在、市街で1,494人、基礎自治体全体では4,272人であった。非公式ながらピヴァ地域の中心で、町の名はピヴァ川から名付けられている。

## 歴史
1975年にムラティニェダムが完成してからは、町は丘の上に移転した。以前の場所は新たに出来たピヴァ湖の付近であった。

## 人口
- 民族構成（1991年）
  - モンテネグロ人：91.61%
  - セルビア人：6.63%

- 民族構成（2003年）
  - セルビア人：60.51%
  - モンテネグロ人：32.61%

- 基礎自治体人口
  - 1948年：8.030人
  - 1953年：8,952人
  - 1961年：9,164人
  - 1971年：9,078人
  - 1981年：6,254人
  - 1991年：5,247人
  - 2003年：4,295人